# Дом «У Трёх трубочистов»
Дом «У Трёх трубочистов» (чеш. Dům U Tří kominíčků), также известный как Дом «У столба» (чеш. U Sloupu) — историческое здание в центре Праги, находится в Старом городе на Малой площади, 9/5. Расположен рядом с домом «У Жёлтой статуи». Охраняется как памятник культуры Чешской Республики.
Здание четырёхэтажное, в два окна. Первый этаж занимает аркада.
Дом очень узкий, потому что это только южная половина первоначального здания. Он был построен во второй половине 14 века (впервые упоминается в 1401 году), но до 1587 года его северная часть была соединена с современным домом «У Золотого фазана». Между 1562 и 1576 годами дом, вероятно, был перестроен в стиле ренессанс. В 1803 году перестроен в стиле классицизма архитектором Яном Паллиарди, после 1816 года перестроен в стиле позднего классицизма. В 1956—1958 годах он подвергся дальнейшим реконструкциям, был приспособлен для официальных нужд ратуши.